# Okres Trutnov
Trutnov (Duits: Trautenau) is een district (Tsjechisch: Okres) in de Tsjechische regio Hradec Králové. De hoofdstad is Trutnov. Het district bestaat uit 75 gemeenten (Tsjechisch: Obec). Deze okres is erg populair bij toeristen, omdat het Reuzengebergte (Krkonoše) voor een groot deel in dit district ligt.

## Lijst van gemeenten
De obce (gemeenten) van de okres Trutnov. De vetgedrukte plaatsen hebben stadsrechten. De cursieve plaatsen zijn steden zonder stadsrechten (zie: vlek).
Batňovice - Bernartice - Bílá Třemešná - Bílé Poličany - Borovnice - Borovnička - Čermná - Černý Důl - Dolní Branná - Dolní Brusnice - Dolní Dvůr - Dolní Kalná - Dolní Lánov - Dolní Olešnice - Doubravice - Dubenec - Dvůr Králové nad Labem - Hajnice - Havlovice - Horní Brusnice - Horní Kalná - Horní Maršov - Horní Olešnice - Hostinné - Hřibojedy - Chotěvice - Choustníkovo Hradiště - Chvaleč - Janské Lázně - Jívka - Klášterská Lhota - Kocbeře - Kohoutov - Královec - Kuks - Kunčice nad Labem - Lampertice - Lánov - Lanžov - Libňatov - Libotov - Litíč - Malá Úpa - Malé Svatoňovice - Maršov u Úpice - Mladé Buky - Mostek - Nemojov - Pec pod Sněžkou - Pilníkov - Prosečné - Radvanice - Rtyně v Podkrkonoší - Rudník - Stanovice - Staré Buky - Strážné - Suchovršice - Svoboda nad Úpou - Špindlerův Mlýn - Trotina - Trutnov - Třebihošť - Úpice - Velké Svatoňovice - Velký Vřešťov - Vilantice - Vítězná - Vlčice - Vlčkovice v Podkrkonoší - Vrchlabí - Zábřezí-Řečice - Zdobín - Zlatá Olešnice - Žacléř
Hradec Králové · Jičín · Náchod · Rychnov nad Kněžnou · Trutnov